# Podotherapeut

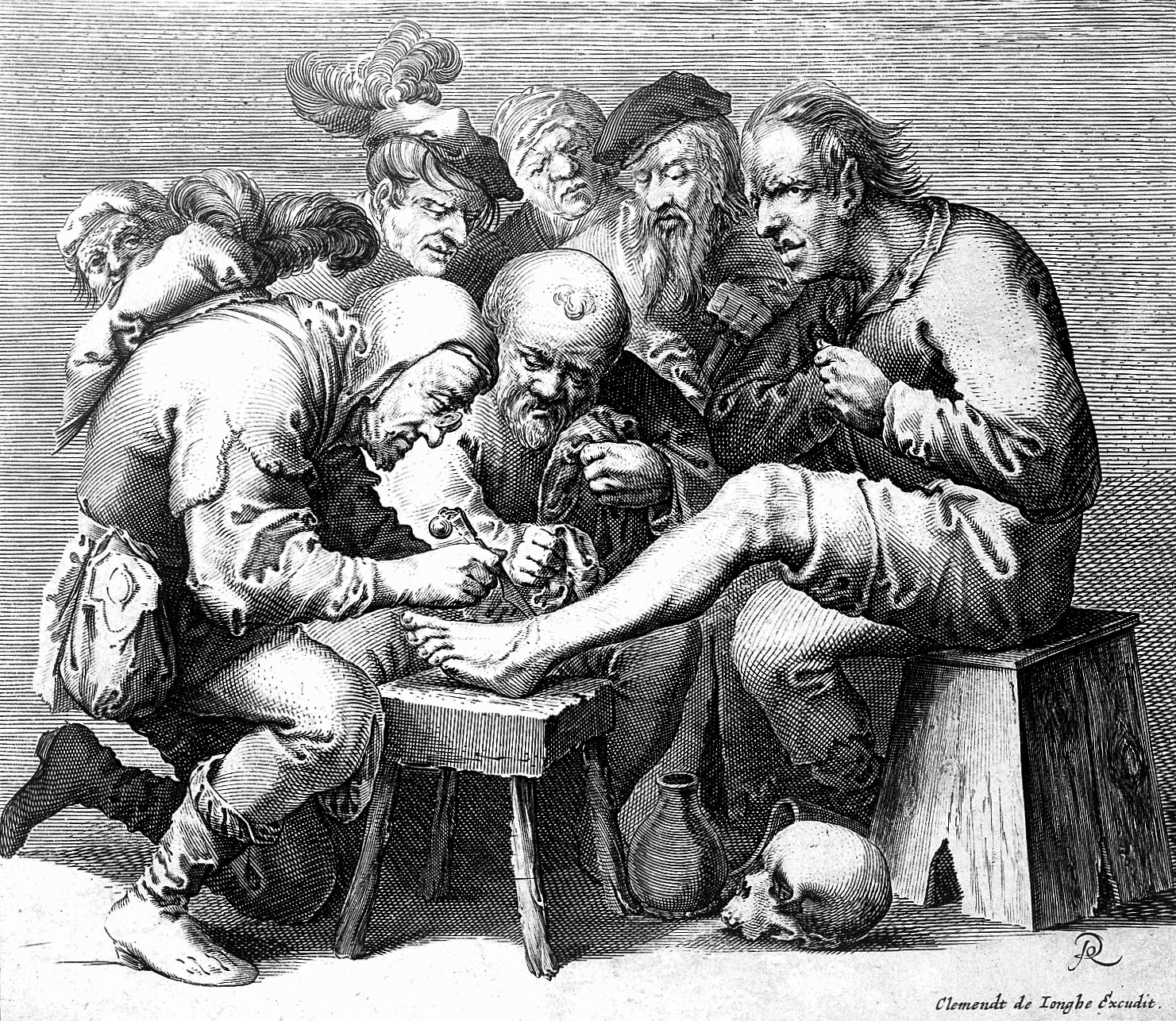
De behandeling van een voet

Een podotherapeut is een alleen in Nederland gebruikte term voor een persoon die werkzaam is in de podotherapie, ofwel iemand die zich met de therapeutische of paramedische kant van de voetverzorging bezighoudt. De naam is afgeleid van het Griekse woord pous (genitief podos (ποδός)) wat voet betekent. Letterlijk vertaald betekent podotherapie dus voettherapie. Podotherapeut is in Nederland een wettelijk beschermde titel, die alleen mag worden gevoerd door iemand die een hbo-bacheloropleiding podotherapie heeft afgerond. De beroepsgroep podotherapeut werd als erkend paramedisch beroep geïntroduceerd in 1982 en is alleen bekend in Nederland. Buiten Nederland spreekt men over podologen.

## Ontstaansgeschiedenis
Het beroep van podotherapeut heeft zijn wortels in het aloude beroep van podoloog. In Nederland was (en is) het beroep van podoloog niet beschermd. Er bestonden reeds lang verschillende opleidingen tot podoloog, maar deze verschilden onderling sterk in duur en kwaliteit, omdat het ontbrak aan een landelijk en wettelijk erkend examen, en aan een duidelijk onderscheid tussen het vakgebied van de podoloog ten opzichte van dat van de (evenmin beschermde) pedicure.
Al in de eerste helft van de jaren 60 drongen de chiropodisten bij de Nederlandse regering aan om algemene erkenning van hun beroep. Zeven jaar later leidde dit tot een antwoord van de Commissie Paramedische Beroepen van de Centrale Raad van de Gezondheid. De conclusie van dit rapport was tweeledig: Zij die reeds het beroep van chiropedist uitoefenden, zouden geen erkenning krijgen. Voor de toekomst toe moest er een paramedisch beroep van chiropedisten worden ingesteld. De toekomstige chiropedist zou dan een zwaardere opleiding moeten krijgen dan de huidige bestaande opleidingen. Over hoe deze toekomstige chiropedist eruit moest komen te zien, was echter geen knoop doorgehakt, en de halfbakken situatie zou tot ontevredenheid van chiropedistenorganisaties en -opleidingen nog jaren duren voor de Commissie aan het Ministerie van Volksgezondheid een advies had uitgebracht. Neveneffect van het gebrek aan erkenning was dat onkosten voor een podoloog niet gedekt werden door de ziektekostenverzekering.
Het duurde uiteindelijk tot 1982 voor er een wettelijk erkend paramedisch beroep werd ingesteld. Dit nieuwe beroep kreeg de door de wet BIG beschermde titel podotherapeut, die alleen gevoerd mag worden na afronding van een wettelijk erkende HBO-opleiding. De podotherapeut is daarnaast een paramedicus en valt daardoor onder het Ministerie van Volksgezondheid, Welzijn en Sport.

## Behandeling
Een podotherapeut behandelt mensen met voetklachten en/of klachten die (zijn) ontstaan door een afwijkend functioneren van de voet(en), een afwijkende voetstand en/of een afwijkend looppatroon. Het gaat over het algemeen om pijn aan en/of last van de voeten, enkels, knieën, heupen en/of rug. Ook geven podotherapeuten preventieve adviezen en behandelen zij afwijkende teenstanden en (ernstige) huid- en nagelaandoeningen die niet door een (medisch) pedicure mogen worden behandeld.
De behandelingen van een podotherapeut bestaan uit het aan de voet toepassen van corrigerende en/of beschermende technieken, zoals een orthese en schoen- en zoolcorrecties en het adviseren van patiënten. Het doel van deze behandelingen is het opheffen, verminderen of compenseren van klachten.
Een podotherapeut behandelt die huid- en nagelaandoeningen waartoe een (medisch) pedicure niet bevoegd is. Bij ingroeiende nagels wordt bijvoorbeeld een op maat gemaakte beugel geplaatst (orthonyxie). Diepe likdoorns kunnen worden verwijderd en zo mogelijk wordt de oorzaak van druk en wrijving weggenomen (eventueel door hulpmiddelen). Ook behandelt een podotherapeut wonden en screent hij/zij preventief de diabetische voet en geeft adviezen en behandelingen om problemen aan de voeten te voorkomen.
Behandeling van diabetische patiënten gebeurt zowel in particuliere praktijken, (para)medische centra als in diabetespoli (in het ziekenhuis). Op een diabetespoli maakt een podotherapeut over het algemeen deel uit van een team (para)medici.

### Type klachten
- standsafwijkingen aan voeten, inclusief de tenen en de nagels
- klachten ten gevolg van overbelasting
- vermoeidheidsklachten
- specifieke voetproblemen bij kinderen
- sportblessures
- problemen elders in het lichaam, veroorzaakt door een afwijkende voetstand of een afwijkend looppatroon (knie, heup, rug)
- huid- en nagelaandoeningen in het geval een (medisch) pedicure hiertoe niet bevoegd is
- klachten bij patiënten die lijden aan diabetes mellitus, reumatoïde artritis of vaatlijden. Voorbeelden zijn open wonden, ulcera (een ontsteking waarbij afstervend weefsel wordt afgestoten, een dergelijke ontsteking doet zich vaak voor als een kraterachtige wond) en nagelproblemen.

### Specialisatie diabetes
Het tijdig onderkennen van en reageren op diabetesproblematiek is absoluut noodzakelijk om een goede zorg voor patiënten met diabetes mellitus te kunnen garanderen. Inmiddels hebben ruim 900.000 Nederlanders diabetes mellitus en ieder jaar komen er nog eens zo’n 70.000 diabetespatiënten bij. Bovendien hebben naar schatting circa 250.000 mensen diabetes zonder dat ze het weten.
Als iemand diabetes mellitus heeft, zijn voetcomplicaties de ernstige en zeer dure complicaties van deze ziekte. In Nederland krijgt ongeveer 15% van alle diabetespatiënten een ulcus. Amputatie is een reëel risico als behandeling niet of niet tijdig plaatsvindt. Meer dan 70% van alle amputaties van tenen (>3.000 per jaar) of (onder)been (> 2.000 per jaar) wordt uitgevoerd bij diabetespatiënten en in 85% van deze amputaties gaat daaraan een ulcus vooraf. Meer dan 70% van alle diabetespatiënten die een amputatie hebben ondergaan, overlijdt binnen 5 jaar na die amputatie.
Diabetespodotherapeuten zijn speciaal opgeleid om risicofactoren voor het ontstaan van wonden op te sporen, ook als er nog geen klachten zijn. Zij werken hierbij vaak samen met pedicures met een diabetesaantekening, medisch pedicures, praktijkondersteuners en diabetesverpleegkundigen. Ontstaat er toch een wond dan is de diabetespodotherapeut vaak in staat die wond te verhelpen waardoor amputatie kan worden voorkomen. Behandeling gebeurt vaak in ziekenhuizen waar multidisciplinaire teams de diabetespatiënt met een voetwond behandelen.
Diabetespodotherapeuten hebben kennis en vaardigheden op het gebied van diabetes mellitus, diagnostiek en behandeling van de diabetische voet, diabetische ulcera en biomechanische analyses. Zij zijn geschoold in het geven van specifieke voorlichting met betrekking tot de diabetische voet en in het initiëren en uitvoeren van wetenschappelijk onderzoek.

### Specialisatie sport
Naar schatting telt Nederland ongeveer vijf miljoen amateur- en professionele sporters. Veel van hen ondervinden vroeg of laat klachten aan voeten en/of enkels, waardoor zij korte of langere tijd niet of minder kunnen sporten. Een sportpodotherapeut is gespecialiseerd in het voorkomen, herkennen en behandelen van klachten bij atleten van elk niveau met als doel de kwaliteit van het sporten te verbeteren.
Een sportpodotherapeut richt zich bij het onderzoek en de (preventieve) behandeling vooral op het optimaal houden en het herstellen van de balans tussen belasting en belastbaarheid voor zover deze van invloed (kunnen) zijn op het ontstaan van sportblessures. Hij/zij is opgeleid om diverse sporten doeltreffend te analyseren, een gedegen bewegingsanalyse van de (geblesseerde) sporter te maken en koppelt de juiste therapie aan de conclusies van het sportmedisch (voet)onderzoek. Door middel van het functioneel toepassen van (sport)podotherapeutische methoden en technieken kan een sportpodotherapeut problemen aan het bewegingsapparaat voorkomen, opheffen, verminderen en/of compenseren.
Een sportpodotherapeut is breed inzetbaar. Hij/zij kan werken in een particuliere praktijk, bij sportverenigingen, sportbonden, het NOC/NSF, een Sportmedische Instelling, een Sportmedisch Adviescentrum, bij sportgeneeskundige afdelingen in een ziekenhuis en bij professionele sportorganisaties zoals een betaald voetbal organisatie (BVO).
Een bekend evenement waar sportpodotherapeuten actief zijn, zijn de Special Olympics, het grootste meerdaagse sportevenement in Nederland, die iedere twee jaar worden gehouden. De Special Olympics biedt mensen met een verstandelijke beperking de mogelijkheid hun sport te beoefenen op zowel lokaal, regionaal als landelijk niveau. Sportpodotherapeuten verzorgen binnen dit geheel het Feet-Fit programma waarbij atleten hun voeten kunnen laten onderzoeken en zich kunnen laten screenen op mogelijke problemen.

### Samenwerking
De podotherapeut kan met vele andere zorgverleners samenwerken om het herstel te optimaliseren. In een aantal gevallen behandelt alleen de podotherapeut de klachten. Het komt ook voor dat de podotherapeut deel uitmaakt van een team behandelaren.

## Locaties
Men kan een podotherapeut vinden in:
- Een praktijk voor podotherapie. Het merendeel van de podotherapeuten in Nederland werkt in een zelfstandige praktijk waar vaak ook andere podotherapeuten werkzaam zijn.
- Een medisch centrum waar ook andere (para)medici werken.
- Een ziekenhuis met een voetenpolikliniek. Steeds meer ziekenhuizen beschikken over een speciale voetenpolikliniek waar vooral diabetes mellitus patiënten behandeld worden door een multidisciplinair team. Dat wil zeggen dat het team bestaat uit diverse (para)medici zoals bijvoorbeeld een internist, een vaatchirurg, een algemeen chirurg, een podotherapeut, een dermatoloog, een revalidatiearts, een orthopedisch schoentechnicus, een wondverpleegkundige, diabetes-verpleegkundige en een gipsverbandmeester.

## Opleiding en wettelijke status
Een podotherapeut heeft de Hogere Beroepsopleiding met Bachelor-degree Podotherapie afgerond. De vierjarige opleiding wordt gegeven door de opleidingscentra Fontys Hogescholen en Saxion Hogeschool. Deze opleidingen zijn wettelijk erkend door het ministerie van Onderwijs en voldoen aan de Wet op de beroepen in de individuele gezondheidszorg (Wet BIG), artikel 34. Een podotherapeut kan zich verder specialiseren door middel van tweejarige post hbo-opleidingen: diabetespodotherapie en sportpodotherapie.
De titel ‘podotherapeut’ is een bij wet beschermde titel. Ook dit is vastgelegd in artikel 34 van de Wet BIG. Podotherapeuten hebben een eigen AGB-code. De letters AGB staan voor Algemeen Gegevens Beheer Zorgverleners. Dit is een register waarin gegevens van alle officiële zorgverleners in Nederland worden vastgelegd. Al die gegevens zijn voorzien van een unieke codering; de AGB-code. De AGB-code van podotherapeuten begint met de cijfers 26.
Podotherapeuten die zijn verenigd in de Nederlandse Vereniging van Podotherapeuten voldoen aan een groot aantal kwaliteitseisen, worden regelmatig op hun functioneren en kennis getoetst en kunnen zich op vrijwillige basis laten inschrijven in het Kwaliteitsregister Paramedici. Podotherapeut is een van de twaalf in Nederland erkende paramedische beroepen. Ze zijn in Nederland op het gebied van de voetzorg de enige beroepsbeoefenaren met een hbo-opleiding die wettelijk is erkend door het Ministerie van Onderwijs.